# Journée internationale des travailleurs
« Premier mai » redirige ici. Pour les autres significations, voir 1er mai (homonymie).
Pour les articles homonymes, voir IWD.
Le Premier mai ou journée internationale des travailleurs (en anglais : International Workers' Day, IWD), ou encore journée internationale de lutte pour les droits des travailleuses et travailleurs est une journée de lutte du mouvement ouvrier instaurée par la IIe Internationale en 1889, comme journée annuelle de grève pour la réduction du temps de travail à une journée de huit heures. Cette revendication est satisfaite lors de l'entre-deux-guerres dans la plupart des pays européens industrialisés.
La fête du Premier mai devient alors une journée de célébration des combats des travailleurs et des travailleuses.
Elle est célébrée dans la plupart des pays du monde et est souvent un jour férié ; le 1er mai est l’occasion d’importantes manifestations du mouvement ouvrier.

## Histoire

### Origines ouvrières et anarchistes
La fête internationale tire son origine des combats du mouvement ouvrier pour obtenir la journée de huit heures, à la fin du XIXe siècle.
Aux États-Unis, au cours de leur congrès de 1884, les syndicats américains se donnent deux ans pour imposer aux patrons une limitation de la journée de travail à huit heures. Ils choisissent de lancer leur action le 1er mai, date du moving day parce que beaucoup d’entreprises américaines entament ce jour-là leur année comptable, et que les contrats ont leur terme ce jour-là, l'ouvrier devant déménager (d'où le terme de moving day) pour retrouver du travail. La grève générale du 1er mai 1886, impulsée par les anarchistes, est largement suivie. Ils sont environ 340 000 dans tout le pays.
À Chicago, la grève se prolonge dans certaines entreprises, et le 3 mai 1886, trois grévistes de la société McCormick meurent après une charge de 200 policiers sur les manifestants. Le lendemain a lieu une marche de protestation et dans la soirée, tandis que la manifestation se disperse à Haymarket Square, il ne reste plus que 200 manifestants face à autant de policiers.
C’est alors qu'une bombe explose devant les forces de l’ordre. Elle fait un mort dans les rangs de la police. Sept autres policiers sont tués dans la bagarre qui s’ensuit. À la suite de cet attentat, cinq syndicalistes anarchistes sont condamnés à mort (Albert Parsons, Adolph Fischer, George Engel, August Spies et Louis Lingg) ; quatre seront pendus le vendredi 11 novembre 1887 (connu depuis comme Black Friday ou « vendredi noir ») malgré l’inexistence de preuves, le dernier (Louis Lingg) s’étant suicidé dans sa cellule. Trois autres sont condamnés à perpétuité. En 1893, ces anarchistes furent innocentés et réhabilités par le gouverneur de l'Illinois.
Juste après la diffusion de la nouvelle de l'assassinat d'anarchistes de Chicago, en 1888, les habitants de Livourne se retournèrent d'abord contre les navires américains ancrés dans le port, puis contre le siège de la police, où on disait que le consul américain s'était réfugié[réf. nécessaire].
Sur une stèle du cimetière de Waldheim, à Chicago, sont inscrites les dernières paroles de l’un des condamnés, August Spies :

« Le jour viendra où notre silence sera plus puissant que les voix que vous étranglez aujourd’hui. »

### Combat pour une journée de travail de huit heures

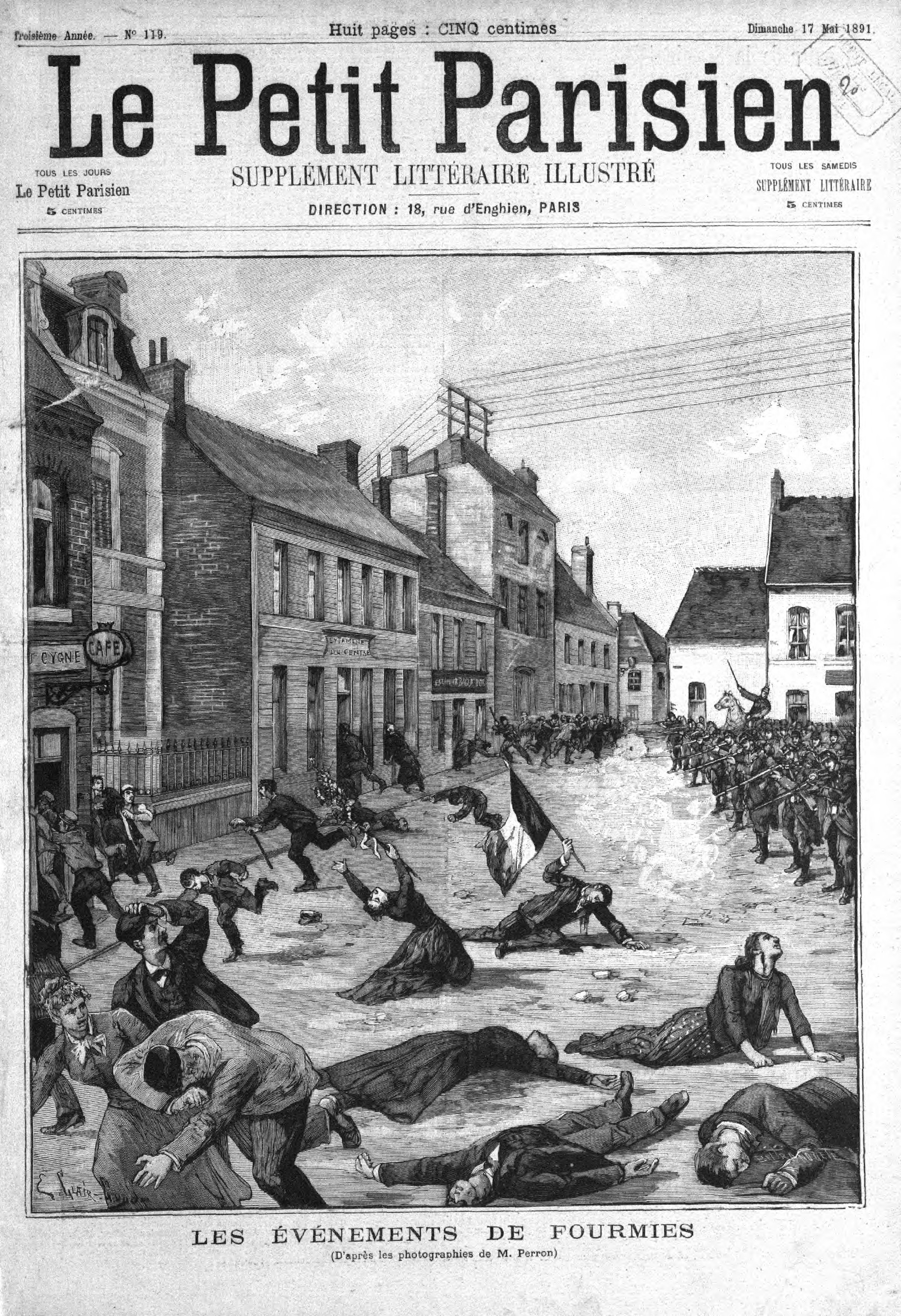
La fusillade de Fourmies, Une du Petit Parisien.

En 1889, la IIe Internationale socialiste se réunit à Paris, à l'occasion du centenaire de la Révolution française et de l’exposition universelle.
Sous l’impulsion de Jules Guesde (qui inventera le terme de « fêtes du travail » en 1890) et du Parti ouvrier qu'il dirige, et sur une proposition de Raymond Lavigne, cette organisation décide le 20 juillet 1889 de faire du 1er mai une journée internationale de manifestations pour la réduction de la journée de travail à huit heures (soit 48 heures hebdomadaires, le dimanche seul étant chômé). Le choix du jour (1er mai) s'appuie explicitement sur une résolution prise en 1888 par la Fédération américaine du travail, fixant au 1er mai 1890 une journée nationale de manifestations pour le même objectif.
À l'époque, la durée de la journée de travail est de 10 h, voire plus, dans la plupart des pays industrialisés.
Le 1er mai 1890, l'évènement est ainsi célébré, pour la première fois, dans la plupart des pays, avec des participations diverses.
Le 1er mai 1891, à Fourmies, dans le Nord, en France, la manifestation tourne au drame : la troupe tire sur la foule, dix personnes sont tuées, dont deux enfants de onze et treize ans (voir la Fusillade de Fourmies et affaire de Clichy). Avec ce nouveau drame, le 1er mai s’enracine dans la tradition de lutte des ouvriers européens. Les militants épinglent une églantine écarlate (Rosa canina ou Rosa rubiginosa), fleur traditionnelle du Nord, en souvenir du sang versé et en référence à Fabre d'Eglantine.
Quelques mois plus tard, à Bruxelles, l'Internationale socialiste renouvelle le caractère revendicatif et international du 1er mai.

### Institutionnalisations par les États

#### Russie
En 1920, la Russie bolchévique décide que le 1er mai sera désormais chômé et deviendra la fête légale des travailleurs.

#### Italie
En Italie, la fête a été supprimée au cours de la période fasciste — qui a préféré célébrer la « Fête du travail italien » (Festa del lavoro italiano) le 21 avril, soit à la date de la Natale di Roma, jour supposé de la fondation de Rome — mais a été restaurée peu après la fin de la guerre, en 1945.
En 1947, la célébration a été marquée à Portella della Ginestra (PA), lorsque la bande de Salvatore Giuliano a tiré sur un cortège d'environ trois mille paysans, venus célébrer en famille la fête du travail et manifester contre les latifundia[réf. nécessaire]. Onze personnes ont été tuées et cinquante blessées. Cet événement est connu sous le nom de « massacre de Portella della Ginestra ».

#### France
Le 23 avril 1919, le Sénat français ratifie la journée de huit heures et fait du 1er mai 1919 une journée chômée.
Le 24 avril 1941, le maréchal Pétain instaure officiellement par la loi Belin le 1er mai comme « la fête du Travail et de la Concorde sociale », appliquant ainsi la devise Travail, Famille, Patrie : par son refus à la fois du capitalisme et du socialisme, le régime pétainiste recherche une troisième voie fondée sur le corporatisme, débaptisant « la fête des travailleurs » qui faisait trop référence à la lutte des classes.
À l’initiative de René Belin, ancien dirigeant de l’aile anticommuniste de la CGT (Confédération générale du travail) devenu secrétaire d’État au travail dans le gouvernement de François Darlan, le jour devient férié, chômé et payé. La radio ne manque pas de souligner que le 1er mai coïncide aussi avec la fête du saint patron du maréchal, saint Philippe. L’églantine rouge, associée à la gauche, est remplacée par le muguet. Cette fête disparaît à la Libération.
En avril 1947, sur proposition du député socialiste Daniel Mayer et avec le soutien du ministre communiste du Travail Ambroise Croizat, le 1er mai est ré-institué jour chômé et payé dans le code du travail français, sans être une fête nationale (mais il n’est pas officiellement désigné comme fête du Travail). La loi no 48-746 du 29 avril 1948 fait du 1er mai un jour férié et chômé mais payé. Cette loi est reprise dans le code du travail sans lui donner de dénomination officielle (Article L3133-1 du Code du Travail).

## Journée des travailleurs et Fête du Travail

Pays et dépendances selon leur célébration du Premier mai ou d'une autre fête des travailleurs :
Fête des travailleurs le 1er mai.
Une autre fête le 1er mai.
Aucun jour férié le 1er mai, mais fête des travailleurs à un autre jour.
Aucun jour férié le 1er mai et aucune fête des travailleurs.

Aujourd’hui, la fête des Travailleurs est commémorée par un jour férié chômé le 1er mai dans la plupart des pays,.

### En Amérique

#### Amérique du Nord

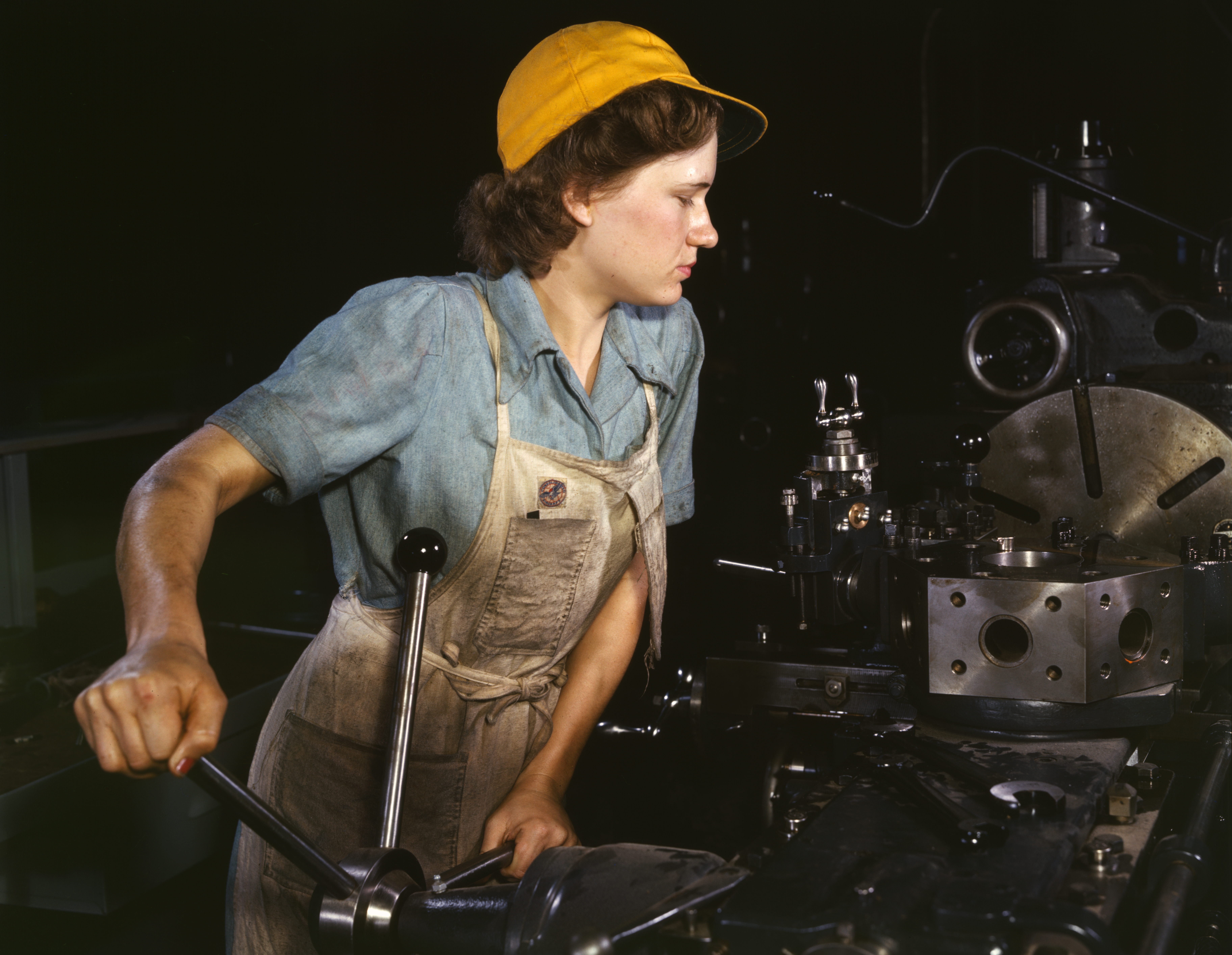
Ouvrière américaine.

En Amérique du Nord, à la suite de la distinction entre fête du Travail et fête des Travailleurs, le 1er mai n’est pas férié, bien qu'il soit très largement célébré par les syndicats ainsi que les partis, groupes et organisations de gauche ; cette fête est vue comme une journée de la célébration de la classe ouvrière.
Au Québec, les grandes centrales syndicales ainsi que quelques partis et organisations de gauche manifestent le 1er mai. Plus récemment, les institutions syndicales québécoises ont tendance à célébrer la Fête des travailleurs par des rassemblements festifs le samedi ou le dimanche précédent ou suivant le 1er mai, plutôt que la journée même lorsque celle-ci tombe un jour ouvrable. Malgré cette nouvelle tendance, des manifestations sont scrupuleusement organisées le 1er mai de chaque année par des collectifs et organismes anticapitalistes.
Aux États-Unis, le Labor Day (ou Fête du Travail) n'est pas directement lié aux fameuses journées de mai 1886 à Chicago dites Haymarket affair.
En 1885, alors que d'autres syndicats avaient déjà appelé à chômer le 1er mai, le Central Labor Union déclara le premier lundi de septembre de chaque année Labor Day et décida que ce jour sera observé comme jour de repos. Cette proposition resta tout d'abord sans effet.
En 1894, après les émeutes qui suivirent la répression par la troupe de la Grève Pullman, les représentants syndicaux réussirent à faire passer la proposition d’un jour chômé pour honorer les travailleurs. Le président lui-même signa le projet de loi instaurant officiellement le Labor Day le premier lundi de septembre.
Aux États-Unis et au Canada, la fête du Travail (Labour Day) est depuis célébrée le premier lundi de septembre, il s’agit d’un jour férié et chômé qui n'a pratiquement plus de signification politique particulière.
La fête des Travailleurs du 1er mai, n'est quant à elle pas fériée ; elle est essentiellement célébrée par les syndicats ainsi que les partis, groupes et organisations de gauche. Elle est vue comme une journée de la célébration de la classe ouvrière. Traditionnellement, lorsqu’il y a une augmentation du salaire minimum au Québec, cela a lieu le 1er mai.

#### Caraïbes
En République dominicaine, la « Fête des travailleurs » est célébrée le 1er mai et est un jour férié. En vertu de la loi du 19 juin 1997, sa célébration est reportée au lundi le plus proche lorsque le 1er mai tombe entre le mardi et le vendredi.
À Cuba, el día del trabajadores est célébré le 1er mai et est un jour férié. Durant ce jour, de nombreux défilés de travailleurs ont lieu dans les rues du pays.

### En Europe

#### En France
Des manifestations syndicales, voire intersyndicales ou unitaires (selon les années, les revendications et les mouvements sociaux en cours), ont lieu dans les grandes villes de France le 1er mai, les plus importantes d'entre elles ayant traditionnellement lieu à Paris.

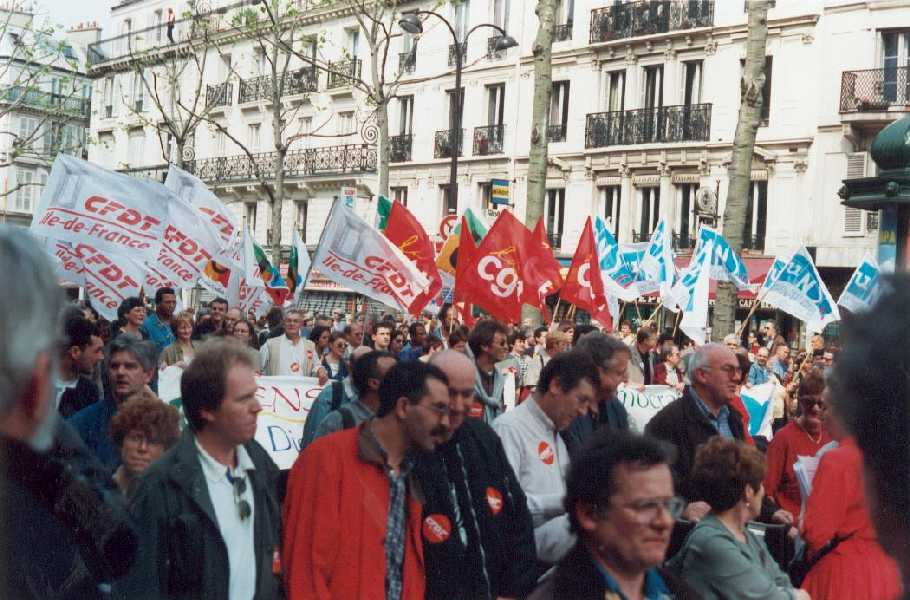
1er mai 2000 à Paris.
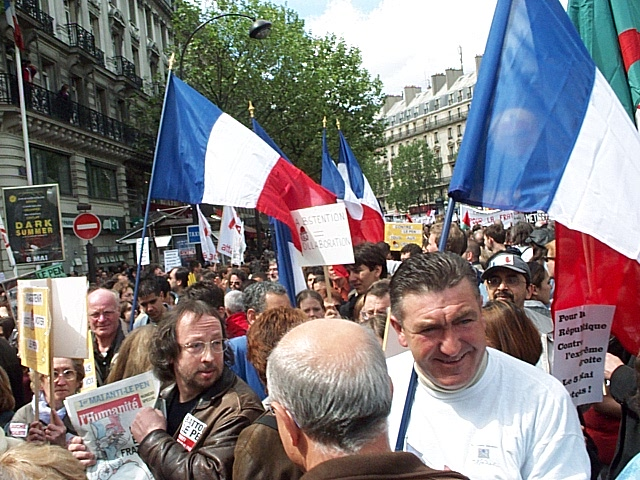
1er mai 2002 à Paris.
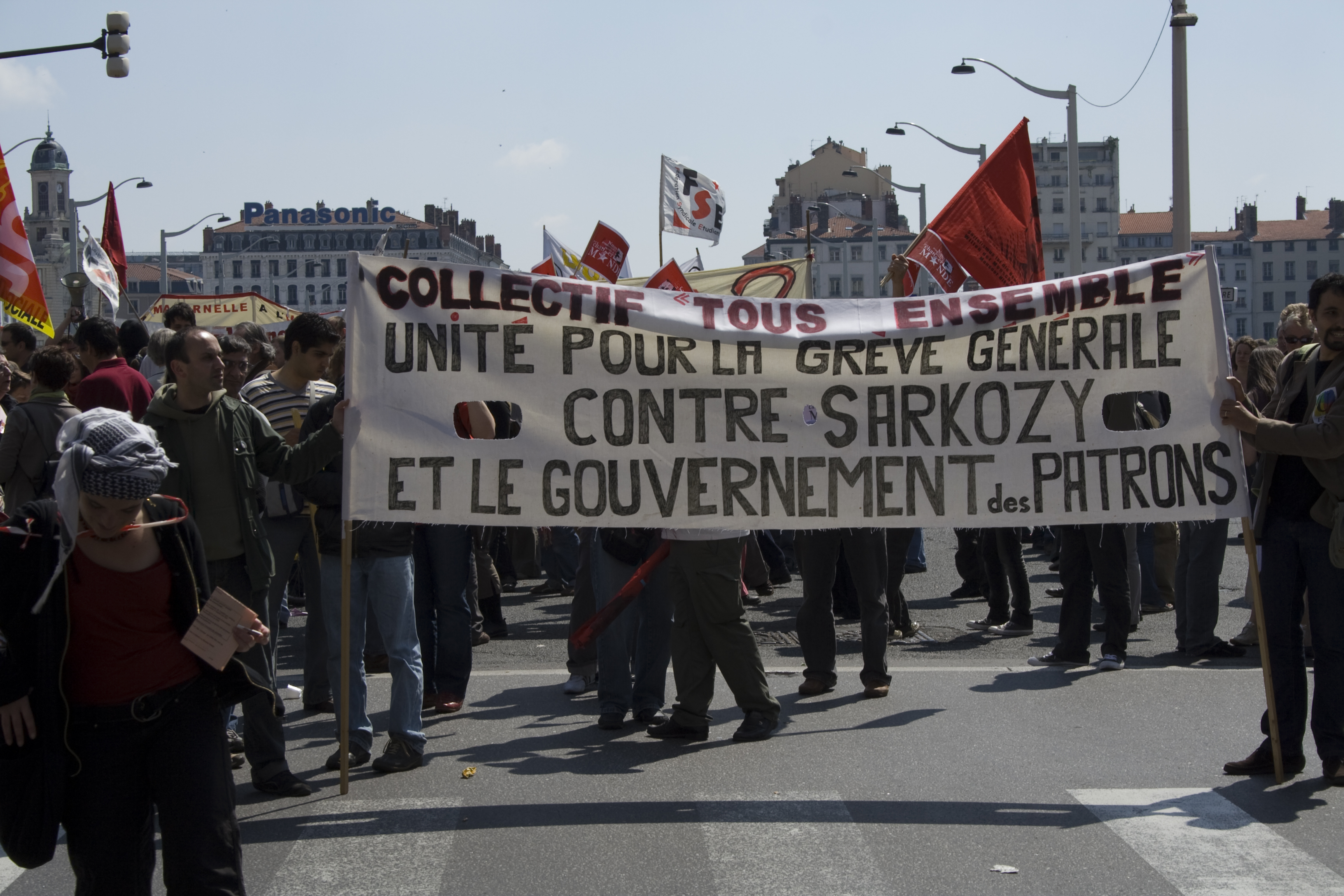
1er mai 2009 à Lyon.
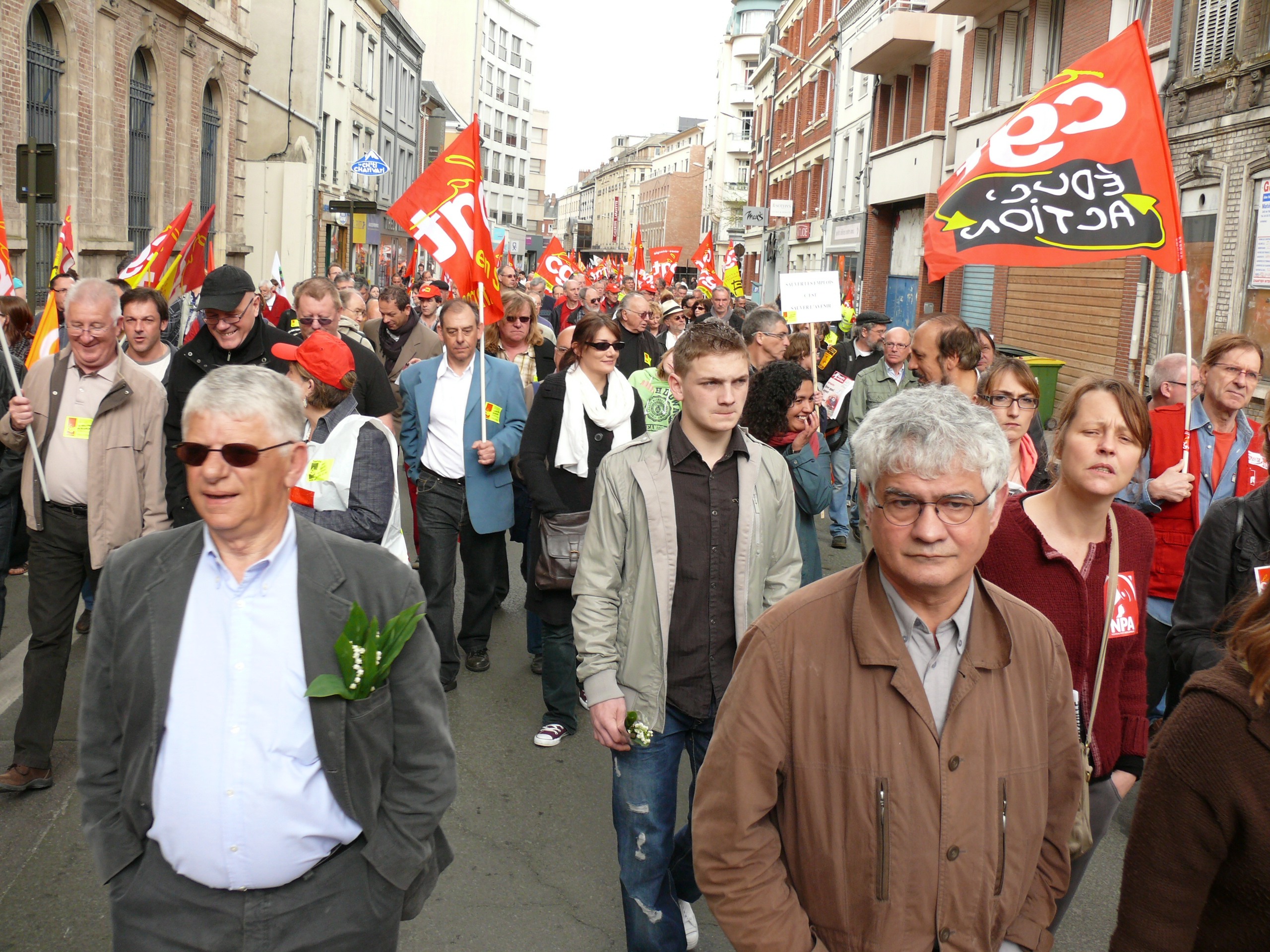
1er mai 2010 à Amiens.

#### En Allemagne
En Allemagne, le 1er mai est chômé. On porte traditionnellement un œillet rouge à la boutonnière pour la fête du Travail (Tag der Arbeit). Cette tradition remonte au 1er mai 1890, où pour répondre à l'appel de la IIe Internationale malgré l’interdiction de manifester prévue par la Sozialistengesetz, les militants décident de se retrouver dans des parcs en portant un œillet rouge en signe de reconnaissance.
Plutôt délaissé en République fédérale d'Allemagne, ce symbole était très utilisé en République démocratique allemande, entre autres par les organisations de jeunesse.
Le 1er mai concorde avec la fête de la Sainte Walburge, d'origine médiévale et célébrée encore ici et là en Europe centrale (germanique et slave) et scandinave. Entre autres coutumes d'origine païenne, on y trouve par exemple la Nuit de Walpurgis, au cours de laquelle on danse ("entrer dans le mois de mai en dansant"), on allume de grands feux, symbolisant la fin de l'hiver, ou dans certaines régions (Palatinat, Hesse, Hunsrück, Eifel, Souabe, Sarre…) les enfants passent dans les rues des villages en faisant des farces évoquant des actes de sorcellerie, comme déplacer poubelles ou paillassons. Ces coutumes n'ont évidemment aucun rapport avec la Fête Internationale des Travailleurs.

#### En Suisse
En Suisse, le 1er mai n'est chômé que dans certains cantons (Bâle, Jura, Neuchâtel, Schaffhouse, Soleure, Tessin, Thurgovie, Zürich) ou districts. Les syndicats organisent des défilés dans l'après-midi ou en fin de journée, dans les cantons où ce jour n'est pas chômé.

#### En Italie
Parmi les premiers documents de la fête filmés en Italie, le producteur de films Cataldo Balducci présente le documentaire Un magnifique événement pour le 1er mai 1913 à Andria convoqué par les classes laborieuses, qui rend compte de la fête en sept plans, et l'on peut ainsi voir le cortège serpentant à travers les rues bondées de la ville : les hommes portant tous leur chapeau, suivent avec quelques drapeaux la fanfare qui joue.
Depuis 1990, les syndicats italiens CGIL, CISL et UIL, en collaboration avec la municipalité de Rome ont organisé un concert annuel pour fêter le 1er mai de chaque année en présence de centaines de milliers de personnes.

### En Afrique

#### Au Ghana
Au Ghana, la fête est interdite entre 1966 et 1972 à la suite d’un coup d’État militaire.

## Fleurs du premier mai

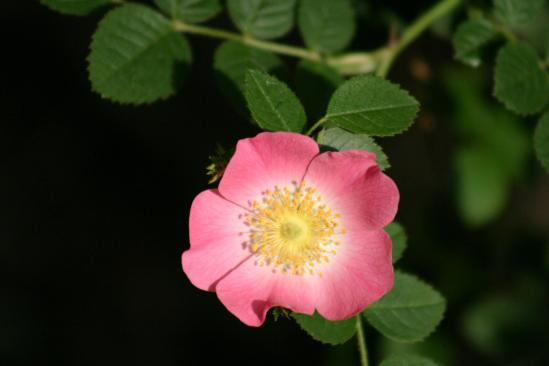
L'églantine ou Rosa rubiginosa.

Le 1er mai, avant d'être la journée des travailleurs, était célébré en Europe par les coutumes de l'arbre de mai. Il en subsiste quelque chose dans certains des premiers défilés.
La coutume d'offrir du muguet en France, ce jour-là, remonterait à la Renaissance. Plusieurs récits (difficilement vérifiables) autour du roi Charles IX rapportent qu'il en offre, à chaque printemps, à partir des années 1560, aux dames de sa cour en leur disant : « Qu'il en soit fait ainsi chaque année »,.
Au XIXe siècle, une des jeunes filles victimes de la fusillade de Fourmies, Marie Blondeau, participait à cette manifestation en robe blanche, portant des branches d'églantine et c'est en son honneur qu'en France, les manifestants du 1er mai portaient à la boutonnière la fleur d'églantine (Rosa canina ou Rosa rubiginosa), remplaçant le triangle rouge des premiers défilés.
En Allemagne, on porte traditionnellement un œillet rouge à la boutonnière pour la fête du Travail (Tag der Arbeit). Cette tradition remonte au 1er mai 1890, où pour répondre à l'appel de la IIe Internationale malgré l’interdiction de manifester prévue par la Sozialistengesetz, les militants décident de se retrouver dans des parcs en portant un œillet rouge en signe de reconnaissance.

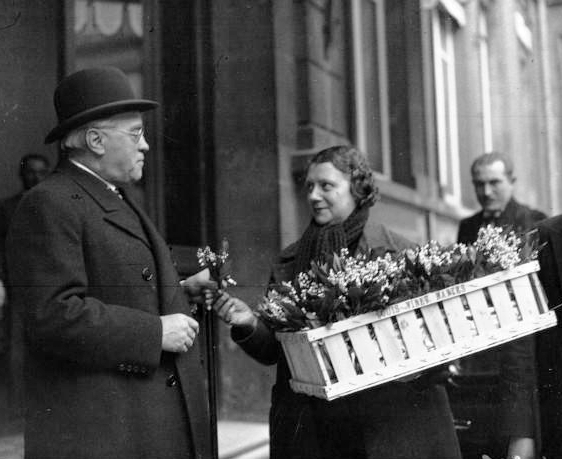
Albert Sarraut, président du Conseil, achetant un brin de muguet le 1er mai 1936.

Au début du XXe siècle, il devient habituel, à l'occasion du 1er mai, d'offrir un brin de muguet, symbole du printemps en Île-de-France.
Une tradition parisienne voulait que les forts des Halles portent le muguet au président de la République au palais de l'Élysée le matin de chaque premier mai,.
En 1907, à Paris, le muguet remplace l'églantine. Le brin de muguet est porté à la boutonnière avec un ruban rouge. Lorsque, le 24 avril 1941, le régime de Vichy décrète le 1er mai « Fête du Travail et de la Concorde sociale », le maréchal Pétain impose le muguet à la place de l'églantine dont il trouve la couleur rouge trop associée à la gauche et au mouvement communiste.
Aujourd'hui, une tolérance de l'administration fiscale dans certaines communes permet aux particuliers et aux organisations de travailleurs de vendre les brins de muguet sans formalités ni taxes sur la voie publique en respectant toutefois les autres obligations légales (il s'agit par exemple de muguet du jardin ou des bois et non pas de muguet acheté, sinon ce serait de la revente).

## Points de vue religieux

### Catholicisme
Le pape Pie XII institua en 1955 la fête de saint Joseph artisan, célébrée le 1er mai, afin de christianiser cette fête des travailleurs.
Cette fête reprenait l'initiative du pape Léon XIII qui en 1889 avait fait de saint Joseph le « saint patron des pères de famille et des travailleurs » afin de donner un pieux modèle aux travailleurs.

### Islam
Dans le monde arabe, elle est appelée « fête des ouvriers » ('eid al-'umâl) ; en Tunisie le parti Ennahdha fut le premier parti islamiste à la célébrer.

### Radio
- Fabrice Drouelle, Tancrède Ramonet, Voyage en anarchie : Le 1er mai, symbole des luttes libertaires, Affaires sensibles, France Inter, 56 min, 1er mai 2017, écouter en ligne